# Cephalotes prodigiosus
Cephalotes prodigiosus är en myrart som först beskrevs av Santschi 1921.  Cephalotes prodigiosus ingår i släktet Cephalotes och familjen myror. Inga underarter finns listade.